# Голова Уряду Російської Федерації
Голова Уряду Російської Федерації (рос. Председатель Правительства Российской Федерации) відповідно до статті 24 конституційного закону РФ «Про Уряд Російської Федерації» очолює Уряд РФ, визначає основні напрямки діяльності уряду та організовує його роботу.
Посада є другою за важливістю державною посадою РФ після президента.
Президент Росії, відповідно до статті 83 конституції, має право головувати на засіданнях уряду, попри те, що членом уряду не є. Крім того, Президент, згідно зі статтею 32 закону, керує діяльністю федеральних органів виконавчої влади, що відають питаннями оборони, безпеки, внутрішніх справ, закордонних справ, запобігання надзвичайних ситуацій і ліквідації наслідків стихійних лих, хоча керівники деяких з відповідних відомств (як то МЗС, МВС та інші) входять в Уряд.
До 23 грудня 1993 посаду голови уряду Росії називалася Голова Ради Міністрів — Уряду РФ. Після прийняття Конституції 1993-го стала іменуватися Голова Уряду РФ. Неформально вона часто називається прем'єр-міністр, хоча в Конституції РФ така назва відсутня. Порядок призначення, повноваження та обов'язки Голови Уряду Росії визначені статтями 110—117 Конституції Росії.
З 16 січня 2020 року посаду прем'єр-міністра РФ займає Михайло Мішустін, який займав до цього часу посаду керівника Федеральної податкової служби.

## Повноваження
Голова Уряду виконує такі функції:
- визначає відповідно до конституції, федеральними конституційними законами, федеральними законами і указами президента основні напрямки діяльності уряду;
- забезпечує проведення в Російській Федерації єдиної соціально орієнтованої державної політики в галузі культури, науки, освіти, охорони здоров'я, соціального забезпечення, підтримки, зміцнення і захисту сім'ї, збереження традиційних сімейних цінностей, а також в галузі охорони навколишнього середовища;
- забезпечує функціонування системи соціального захисту інвалідів, заснованої на повному і рівному здійсненні ними прав і свобод людини і громадянина, їх соціальну інтеграцію без будь-якої дискримінації, створення доступного середовища для інвалідів і поліпшення якості їх життя;
- забезпечує державну підтримку науково-технологічного розвитку Російської Федерації, збереження і розвиток її наукового потенціалу;
- представляє президенту пропозиції про структуру федеральних органів виконавчої влади, про призначення на посаду та про звільнення з посади заступників Голови Уряду (віце-прем'єрів) і федеральних міністрів, про накладення на них дисциплінарних стягнень і про їх заохочення;
- представляє уряд всередині держави і за її межами;
- організовує роботу уряду і веде його засідання, володіючи правом вирішального голосу;
- систематично проводить наради з членами Уряду, керівниками федеральних служб та інших федеральних органів виконавчої влади, органів і організацій при Уряді, на яких розглядає хід виконання програм і планів діяльності Уряду, доручень Президента РФ Уряду, приймає рішення з оперативних питань;
- підписує нормативні акти Уряду (постанови і розпорядження);
- розподіляє обов'язки між членами Уряду;
- систематично інформує Президента РФ про роботу Уряду;
- здійснює заходи з підтримки інститутів громадянського суспільства, у тому числі некомерційних організацій, забезпечує їх участь у виробленні та проведенні державної політики;
- здійснює заходи з підтримки добровольчої (волонтерської) діяльності;
- сприяє розвитку підприємництва та приватної ініціативи;
- забезпечує реалізацію принципів соціального партнерства у сфері регулювання трудових та інших безпосередньо пов'язаних з ними відносин;
- здійснює заходи, спрямовані на створення сприятливих умов життєдіяльності населення, зниження негативного впливу господарської та іншої діяльності на навколишнє середовище, збереження унікального природного і біологічного різноманіття країни, формування в суспільстві відповідального ставлення до тварин;
- створює умови для розвитку системи екологічної освіти громадян, виховання екологічної культури.

Голова Уряду входить за посадою до
- Рада Безпеки РФ;
- Рада глав урядів СНД;
- Вищої Державної Ради Союзної держави Росії і Білорусі;
- Рада глав урядів Шанхайської організації співпраці (ШОС);
- Міждержавна рада Євразійського економічного співтовариства (ЄврАзЕС);

Крім основних обов'язків та функцій глави уряду, прописаних в законі, Голова Уряду РФ очолює такі координаційні та дорадчі органи при Уряді РФ:
- Урядову комісію з контролю за здійсненням іноземних інвестицій;
- Раду з конкурентоспроможності і підприємництва при уряді;
- Урядову комісію з бюджетним проектування на черговий фінансовий рік і плановий період;
- Державну прикордонну комісію;

Також Голова Уряду РФ є:
- Першим заступником голови Ради при Президентові РФ з реалізації національних проектів і демографічної політики (призначений Указом Президента РФ від 10.07.2008);
- Головою Спостережної ради Банку розвитку та зовнішньоекономічної діяльності (Зовнішекономбанк);
- Головою Ради Міністрів Союзної держави Росії і Білорусі;

Чинний глава уряду Михайло Мішустін є безпартійним главою уряду.

## Порядок призначення і звільнення
Головою Уряду Російської Федерації може бути громадянин Російської Федерації, який досяг 30 років, який не має громадянства іноземної держави або виду на проживання або іншого документа, що підтверджує право на постійне проживання громадянина Російської Федерації на території іноземної держави.
Голова Уряду призначається Президентом Російської Федерації після затвердження його кандидатури Державною Думою РФ.
Пропозиція про кандидатуру вноситься до Держдуми не пізніше двотижневого строку після вступу на посаду новообраного Президента РФ або після відставки Голови Уряду, або протягом тижня з дня відхилення попередньої кандидатури Держдумою.
Подання по кандидатурі Голови Уряду Російської Федерації вноситься в Державну Думу Президентом Російської Федерації не пізніше двотижневого терміну після вступу на посаду новообраного Президента Російської Федерації або після відставки Уряду Російської Федерації або протягом тижня з дня відхилення кандидатури Голови Уряду Російської Федерації Державною Думою або звільнення Президентом Російської Федерації з посади або відставки голови Уряду Російської Федерації.
Державна Дума розглядає представлену Президентом Російської Федерації кандидатуру Голови Уряду Російської Федерації протягом тижня з дня внесення подання.
Після триразового відхилення представлених кандидатур Голови Уряду Російської Федерації Державною Думою Президент Російської Федерації призначає Голову Уряду Російської Федерації. У цьому випадку Президент Російської Федерації має право розпустити Державну Думу і призначити нові вибори.
Голова Уряду звільняється з посади Президентом РФ (стаття 7-а Закону), що одночасно спричиняє відставку всього Уряду:
- за власною заявою про відставку;
- у разі неможливості виконання Головою Уряду своїх повноважень (у чому саме може полягати неможливість, закон не уточнює, залишаючи можливість тлумачення Президенту).

Також, відповідно до статті 35 Закону, Президент РФ має право ухвалити рішення про відставку Уряду Російської Федерації у разі висловлення недовіри Уряду Державною Думою РФ або відмови Державної Думи в довірі Уряду.
Крім того, згідно з пунктом 4 статті 117-й Конституції РФ, Голова Уряду має право самостійно поставити перед Державною Думою питання про довіру Уряду. Якщо Державна Дума в довірі відмовляє, Президент протягом семи днів має ухвалити рішення про відставку Уряду або про розпуск Державної Думи і призначення нових виборів. Президент РФ не може розпустити Державну Думу на цій підставі протягом року після її обрання.
Президент РФ повідомляє Раду Федерації і Державну Думу про звільнення з посади Голови Уряду в день ухвалення рішення.

## Виконання обов'язків президента
У всіх випадках, коли Президент РФ не в змозі виконувати свої обов'язки, їх тимчасово виконує Голова Уряду. Виконувач обов'язків Президента РФ не має права розпускати Державну Думу, призначати референдум, а також вносити пропозиції про поправки та перегляд положень Конституції РФ.

## Перелік
Нижче представлений список голів Уряду Росії і виконувачів їхніх обов'язки після 1991. В дужках вказано час роботи на цій посаді, «в.о.» означає «виконувач обов'язків».
- Єльцин Борис Миколайович — не був прем'єр-міністром або в.о., проте до 15 червня 1992 очолював Уряд Росії як Президент Росії (у зв'язку з проведенням радикальної економічної реформи).
- Гайдар Єгор Тимурович (15 червня — 15 грудня 1992), в. о.
- Черномирдін Віктор Степанович (14 грудня 1992 — 23 березня 1998); одночасно 5 листопада — 6 листопада 1996 був в. о. Президента РФ у зв'язку з операцією на серці Єльцина; повторно 23 серпня — 11 вересня 1998 в. о. голови Уряду (не затверджений Думою)
- Кирієнко Сергій Владиленович (24 квітня 1998 — 23 серпня 1998); з 23 березня в. о.
- Примаков Євген Максимович (11 вересня 1998 — 12 травня 1999).
- Степашин Сергій Вадимович (19 травня 1999 — 9 серпня 1999); з 12 травня в. о.
- Путін Володимир Володимирович (16 серпня 1999 — 7 травня 2000); з 9 серпня в. о. Голови Уряду; з 31 грудня одночасно в. о. Президента РФ;
- Касьянов Михайло Михайлович (27 травня 2000 — 24 лютого 2004); з 7 травня в. о.
- Христенко Віктор Борисович (24 лютого 2004 — 5 березня 2004), в. о.; не вносилося на затвердження в Думу
- Фрадков Михайло Юхимович (5 березня — 7 травня 2004, повторно з 12 травня 2004 по 12 вересня 2007); 7 травня — 12 травня 2004 в. о. (складав повноваження перед новообраним Президентом РФ); 12 вересня — 14 вересня 2007 в. о. (після відставки, до моменту призначення нового Голови Уряду РФ)
- Зубков Віктор Олексійович (14 вересня 2007 — 7 травня 2008), потім до 8 травня в. о. (після відставки, до моменту призначення нового Голови Уряду РФ)
- Путін Володимир Володимирович (з 8 травня 2008 до 7 травня 2012)
- Медведєв Дмитро Анатолійович (з 8 травня 2012 до 7 травня 2018), (з 8 травня 2018 до 15 січня 2020 року).
- Мішустін Михайло Володимирович (з 15 січня 2020 року).

## Виноски
1. ↑  Федеральный конституционный закон «О правительстве Российской Федерации» [Архівовано 17 серпня 2009 у Wayback Machine.] kremlin.ru 17 декабря 1997.
2. ↑  (з урахуванням змін внесених в результаті загальноросійського голосування по поправках до Конституції РФ 01.07.2020 р.)